# Ashley Scott
Ashley Scott, nome completo Ashley McCall Scott (Metairie, 13 luglio 1977), è un'attrice e modella statunitense.

## Biografia
Cresciuta a Charleston (Carolina del Sud), ha iniziato come modella nella sede di Miami della Elite Model Management per proseguire, nella sua carriera nello spettacolo, come attrice. Al suo primo provino per una parte in S1m0ne con Al Pacino, la Scott fu rifiutata ma quell'audizione le permise di recitare in A.I. - Intelligenza artificiale nel ruolo di Gigolo Jane. Da allora l'attrice è apparsa in serie televisive come Dark Angel nel ruolo di Asha Barlowe e in Birds of Prey nel ruolo di Helena Kyle/Cacciatrice e in film come A testa alta, S.W.A.T. - Squadra speciale anticrimine, Tresspassing (inedito in Italia) e Trappola in fondo al mare. L'attrice, che è dislessica, era stata scelta per interpretare l'episodio pilota della sit-com Joey con Matt Le Blanc, ma è stata sostituita da Andrea Anders. Nel film 12 Round è la fidanzata del detective Danny Fisher (John Cena), Molly Porter.

## Filmografia

### Cinema
- A.I. - Intelligenza artificiale (Artificial Intelligence: A.I.), regia di Steven Spielberg (2001)
- S.W.A.T. - Squadra speciale anticrimine (S.W.A.T.), regia di Clark Johnson (2003)
- A testa alta (Walking Tall), regia di Kevin Bray (2004)
- Trespassing, regia di James Merendino (2004)
- Lost, regia di Darren Lemke (2004)
- Trappola in fondo al mare (Into the Blue), regia di John Stockwell (2005)
- Just Friends - Solo amici (Just Friends), regia di Roger Kumble (2005)
- Puff, Puff, Pass, regia di Mekhi Phifer (2006)
- The Kingdom, regia di Peter Berg (2007)
- Strange Wilderness, regia di Fred Wolf (2008)
- 12 Round (12 Rounds), regia di Renny Harlin (2009)
- Incubo biondo (One Small Indiscretion), regia di Lauro David Chartrand-DelValle (2017)
- Secret Obsession, regia di Peter Sullivan (2019)

### Televisione
- Criminal Mastermind , regia di Troy Miller (2001)
- Dark Angel - serie TV (2001-2002)
- Birds of Prey - serie TV (2002-2003)
- Deceit , regia di Matthew Cole Weiss (2006)
- Jericho - serie TV (2006-2008)
- Christmas Mail (2010) - film TV
- Il marchio dell'inganno (Unstable), regia di Michael Feifer (2012) - film TV
- I segreti non riposano in pace (Summoned), regia di Peter Sullivan (2013) - film TV
- Una babysitter pericolosa (The Nightmare Nanny), regia di Michael Feifer (2013) - film TV
- Unreal - serie TV (2015)
- Uno sconosciuto in casa (A Stranger with My Kids), regia di Chad Krowchuk – film TV (2017)
- A Tale of Two Coreys, regia di Steven Huffaker – film TV (2018)
- The Flash- serie TV, cameo (2019)

### Videogiochi
- The Last of Us - voce (2013)
- The Last of Us Part II - voce (2020)

## Doppiatrici italiane
Nelle versioni in italiano delle opere in cui ha recitato, Ashley Scott è stata doppiata da:
- Laura Lenghi in Birds of Prey, Una babysitter pericolosa
- Barbara De Bortoli in Dark Angel, Unreal
- Alessandra Korompay in I segreti non riposano in pace
- Cinzia De Carolis in Trappola in fondo al mare
- Rachele Paolelli in Incubo biondo
- Chiara Colizzi in A testa alta
- Ilaria Latini in Jericho
- Rossella Acerbo in The Kingdom
- Emanuela Rossi in CSI: Miami
- Elda Olivieri in Secret Obsession

Da doppiatrice è sostituita da:
- Lucy Matera in The Last of Us, The Last of Us Part II